# Aufstehen
Aufstehen [ˈaʊ̯fˌʃteːən]  (« debout » ou « se soulever » en allemand) est un mouvement politique fondé le 4 septembre 2018 en Allemagne à l'initiative de la femme politique Sahra Wagenknecht, députée du parti Die Linke.

## Histoire
Oskar Lafontaine donne une interview au Spiegel le 30 décembre 2017 et Sahra Wagenknecht le 13 janvier 2018 dans lesquelles l'idée d'un nouveau « mouvement collectif » (Sammlungsbewegung) qui réunirait les bonnes volontés issues de Die Linke, des Verts et du SPD est lancée. D'autres personnalités de Die Linke se sont élevées contre cette initiative dès le 14 janvier, durant la traditionnelle commémoration de l'assassinat de Karl Liebknecht et de Rosa Luxemburg au cimetière central de Berlin-Friedrichsfelde. La plate-forme en ligne du mouvement est inaugurée le 4 août 2018 et des déclarations conjointes de Sahra Wagenknecht, Marco Bülow (SPD), Sevim Dağdelen (Die Linke) et Antje Vollmer (Les Verts) sont faites dans la presse le même jour.
L'inauguration officielle a lieu le 4 septembre 2018 lors d'une conférence de presse en présence de Sahra Wagenknecht, Bernd Stegemann (de), Ludger Volmer et Simone Lange. Il est alors annoncé que lors des mois précédents, un total de 101 741 personnes se sont inscrites sur la page d'accueil du mouvement pour le soutenir.
Le mouvement a officiellement la forme juridique d'une eingetragener Verein, une association créée le 30 août 2018. Son siège est à Berlin-Charlottenbourg sur le Kurfürstendamm et le président en est le dramaturge Bernd Stegemann.
Début mars 2019, il est annoncé 170 000 clics d'adhésion sur le site du mouvement. Sahra Wagenknecht, après deux mois de pause maladie, dit se retirer de la direction du mouvement, même si elle continue à en être membre et à le soutenir.

## Objectifs

Villes où se réunissent des groupes d'appui du mouvement, en date du 28 novembre 2018.

Le projet marque un désaccord stratégique avec la ligne idéologique directrice actuelle des partis Die Linke, des Verts et du SPD. Le but affiché n'est pas de créer un nouveau parti politique indépendant, mais de permettre à la gauche politique allemande d'obtenir la majorité parlementaire, particulièrement au Bundestag à travers les partis Die Linke, des Verts et du SPD. Un objectif complémentaire du mouvement consiste à regagner les anciens électeurs de gauche ayant voté pour l'AfD.
Le président d'Aufstehen Bernd Stegemann s'est positionné contre une « classe bourgeoise bien-pensante » qui se dit affectée par « la misère dans le monde » mais qui perd de vue « la détresse sociale de son propre pays » soumise à « la pression concurrentielle due à l'immigration ». En lieu et place de la lutte des classes, cette classe bourgeoise ne se préoccuperait plus que d'« améliorations biopolitiques du quotidien » et de « régulations du langage via le politiquement correct ».
D'après l'un des premiers soutiens du mouvement, le politologue Wolfgang Streeck, Aufstehen doit « libérer la politique allemande de sa captivité babylonienne entre l’opportunisme de Merkel et l’illusion politiquement inconséquente du no-border ».
Il est déclaré dans l'appel à fondation du mouvement qu'il n'existe pas encore de programme officiel, mais que celui-ci devra être rédigé en collaboration avec les militants. Des objectifs politiques ont néanmoins été d'ores et déjà énumérés : 
- Une nouvelle politique pour la paix : L’Allemagne et l’Europe doivent être indépendantes des USA.
- Des emplois sûrs, de bons salaires, une fiscalité juste et un nouvel État social dans une économie innovante.
- Une économie environnementale soutenable.
- Arrêter les privatisations et re-nationaliser.
- Une formation de haut niveau pour tous.
- Sauver la démocratie pour ne pas être dirigé par les sociétés et les banques. Favoriser la démocratie directe. Démasquer les lobbies et interdire le financement des partis par des entreprises.
- La sécurité dans la vie quotidienne : plus de personnel et un meilleur équipement pour la police, la justice et le travail social.
- Une Allemagne européenne dans une Europe unie de démocraties souveraines.
- Assurer le droit d’asile pour les réfugiés. Stopper l’exportation d’armes dans les régions de tension et cesser le commerce déloyal. Aider les réfugiés de guerre et climatiques. Lutter sur place contre la pauvreté, la faim et les maladies de la misère et ouvrir des perspectives dans les pays de naissance.
- Un nouvel ordre économique pour niveler par le haut les chances de vie des peuples en phase avec les ressources.

Sur son site web, Aufstehen permet aux membres de poster leurs prises de position et leurs visions idéologiques pour le mouvement ; ces messages sont ensuite évalués par les autres membres et affichés sur le site. Cette fonctionnalité est possible grâce au logiciel libre Pol.is. 
Aufstehen s'est inspiré du mouvement politique français La France insoumise, fondé par Jean-Luc Mélenchon pour la campagne de l'élection présidentielle française de 2017, ainsi que du collectif britannique Momentum initié par le chef du Parti travailliste Jeremy Corbyn.

## Réactions

### Germanophonie
Outre les réactions positives de personnalités politiques parmi les partis die Linke, die Grünen et le SPD qui saluent ou soutiennent le mouvement, plusieurs personnes de gauche ont exprimé des réserves voire des critiques envers le mouvement ou envers Sahra Wagenknecht et Oskar Lafontaine eux-mêmes. 
Les dirigeants de die Linke Katja Kipping et Bernd Riexinger se sont distancés d'Aufstehen. Selon Dietmar Bartsch qui copréside le groupe die Linke au Bundestag, « Le problème, c'est qu'Oskar Lafontaine et Sahra Wagenknecht ne tiennent pas vraiment à faire l'union des gauches ». Selon Benjamin-Immanuel Hoff, directeur die Linke de la chancellerie régionale du cabinet Ramelow I en Thuringe, Sahra Wagenknecht montre une tendance populiste « contre les politiciens d'en-haut » qui serait « anti-progressiste ». 
D'après Der Spiegel, on parle au SPD d'« un numéro de communication de Mme Wagenknecht ». Klaus Staeck parle d'« une attaque frontale contre la social-démocratie ». La femme politique du SPD Hilde Mattheis a déclaré qu'un mouvement collectif ne pouvait surgir que « du bas vers le haut », ce qui ne serait pas le cas d'Aufstehen, organisé du haut vers le bas. Même son de cloche chez Annalena Baerbock, coprésidente d'Alliance 90 / Les Verts.
D'après un sondage commandé par le magazine Focus à l'institut TNS Emnid début août 2018, 34 % des personnes interrogées pourraient voter pour Aufstehen si le mouvement présentait une liste aux prochaines élections. D'après les affinités politiques, cela représente 87 % chez les électeurs de die Linke, 52 % chez les électeurs des Verts et 37 % chez les électeurs du SPD.

### Francophonie
De nombreux organes de presse francophones ont parlé de la naissance du mouvement par le biais de la question migratoire, en estimant qu'Aufstehen marque des « déchirements de l'extrême gauche allemande sur l'immigration » ou que le mouvement est de « gauche radicale et anti-migrants », pour « reprendre le terrain laissé à l'extrême-droite ». Le Nouveau Parti anticapitaliste accuse Sahra Wagenknecht d'être l'auteur de « déclarations tout à fait réactionnaires sur les migrants ». 
Au sein de La France insoumise, dont la proximité idéologique est soulignée par Mediapart, l'orateur national Djordje Kuzmanovic, alors candidat à la députation européenne, déclare que « le discours de Sahra Wagenknecht est de salubrité publique », tandis que la députée Clémentine Autain déclare quant à elle qu'elle « n'est pas convaincue par l'approche de Sahra Wagenknecht », mais « se méfie de l’instrumentalisation » de ses propos, rappelant : « elle n’est pas dans un discours de rejet des migrants et elle défend le droit d’asile ».
D'après l'économiste Bruno Amable, cette accusation d'anti-immigration au sujet d'Aufstehen « est au choix une incompréhension ou une intoxication ». Pour Pierre Rimbert du Monde diplomatique, cette question migratoire serait très largement instrumentalisée à des fins de décrédibilisation du mouvement.